# Sid Ali Melouah
Sid Ali Melouah (arabe : سيد علي ملواح), né le 23 septembre 1949 à Alger et mort le 4 juin 2007 à Créteil, est un illustrateur, auteur de bande dessinée et dessinateur de presse algérien.
Considéré comme un pionnier et un des principaux auteurs algériens de bande dessinée, Melouah est particulièrement réputé pour ses dessins de presse, ses caricatures et ses bandes dessinées satiriques. Il reçoit le prix « Yellow Kid » à Rome en 2003.

## Biographie
Sid Ali Melouah est né le 23 septembre 1949 dans la casbah d'Alger.

### Formation, premières collaborations
Melouah participe à dix-huit ans, en 1968, à la création du premier périodique algérien de bande dessinée, M'quidech, et continue sa collaboration pendant deux ans, jusqu'en 1970,,. Il crée La famille M'barek dans cette revue, et prend la suite d'Amauri pour Richa. Il travaille ensuite dans la publicité comme designer, puis obtient le diplôme de l'académie d'art commercial, à Copenhague. Melouaf s'intéresse à la fois à la bande dessinée et au dessin de presse, et fréquente à partir de 1978 les principales manifestations sur ces deux sujets,.

### Auteur de bande dessinée et illustrateur
Son premier album de bande dessinée, la Cité interdite, de 1982, est édité en français et en arabe par l'Entreprise nationale du livre, et imprimé à 40 000 exemplaires. Le prix Caran d'Ache de l'illustrateur lui est décerné la même année 1982, au salon de la bande dessinée de Lucques,. Il est par ailleurs dessinateur et illustrateur dans diverses revues et publications, notamment dans El Moudjahid, le quotidien national algérien, où il dessine une histoire sur le football, Jibouha ya louled, et illustre un roman de Mohamed Arabdiou qui paraît en feuilleton. Il contribue aussi dans les revues Algérie Actualité, Horizon, Afrique-Asie.
Son œuvre La secte des assassins est pré-publiée en 1984 dans la revue Horizon, puis éditée en album par l'Entreprise nationale du livre, au bénéfice de l'Union des sourds-muets d'Algérie. Comme La Cité interdite, cette œuvre se base sur les histoires et légendes orientales. Melouah publie pour l'Organisation des nations unies en 1986 Le Grand Trésor, album pour les enfants d'Afrique du Nord,. Son œuvre pour enfants est appréciable, mais il est surtout renommé pour ses bandes dessinées pour adultes.

### Dessinateur de presse, caricaturiste menacé mais reconnu
Considéré comme un des pionniers et chefs de file de la bande dessinée algérienne, Melouah prend part au début des années 1990 à la fondation et au lancement des deux premiers périodiques satiriques algériens, El Manchar (« la scie ») et Baroud (« la poudre »),. Pour le ministère de l'environnement du gouvernement algérien, il crée une bande dessinée sur un Touareg fatigué des problèmes de la civilisation moderne.
Sa vie étant menacée par les intégristes, et ayant été l'objet de plusieurs tentatives d'assassinat, avec au moins trois attentats contre lui, il entre dans la clandestinité. Quand il veut publier un recueil Les meilleurs moments d’El Manchar, tous les éditeurs craignant des représailles, il doit le publier à compte d'auteur. Il se réfugie en France à partir d'avril 1997, et y collabore à de nombreux titres de presse, notamment Charlie Hebdo, Le Nouvel Observateur, La Croix, L'Humanité,, et aussi pour Jeune Afrique Économie et Le Soir d'Algérie où il publie les aventures de l'inspecteur Bounif. Il remporte le Crayon de Porcelaine en 1997 au salon international du dessin de presse et d'humour de Saint-Just-le-Martel, puis le premier prix international de la satire politique en 1999 à Forte dei Marmi.
Dans cette période où il se consacre presque exclusivement au dessin de presse, il réalise cependant deux albums de bandes dessinées, le premier étant Les moutons de l'Aïd, publié en 1998 aux éditions Charlie-Hebdo. Son dernier album de bande dessinée est Pierrot de Bab el Oued, publié en 2003. Il montre l'histoire d'une longue amitié, démarrée au lycée et qui dure pendant trente ans, entre un Algérien et un Français.
Melouah reçoit en 2003 à Roma Cartoon le prix « Yellow Kid » du meilleur dessinateur de l'année,.
Il meurt à l'âge de 58 ans le 4 juin 2007 à Créteil dans le Val-de-Marne,, pendant une tentative de greffe du cœur. Il avait déjà été opéré en 1984, et avait reçu plus tard un pacemaker.
Pour Patrick Gaumer, Sid Ali Melouah manie aussi bien le style réaliste que l'humour, et construit une œuvre engagée en ayant su conserver son honnêteté intellectuelle et son intégrité, bien qu'ayant traversé une des périodes les plus sombres de son pays. Son dessin est sobre et simple en apparence, mais célèbre la différence dans la pleine tolérance.

## Récompenses
- Prix Caran d'Ache de l'illustrateur, 1995, salon de la bande dessinée de Lucques ;
- Crayon de Porcelaine, 1997, salon international du dessin de presse et d'humour de Saint-Just-le-Martel ;
- Premier prix international de la satire politique, 1999, Forte dei Marmi ;
- Prix « Yellow Kid » du meilleur dessinateur de l'année, 2003, Roma Cartoon.

## Postérité

### Prix Melouah-Moliterni

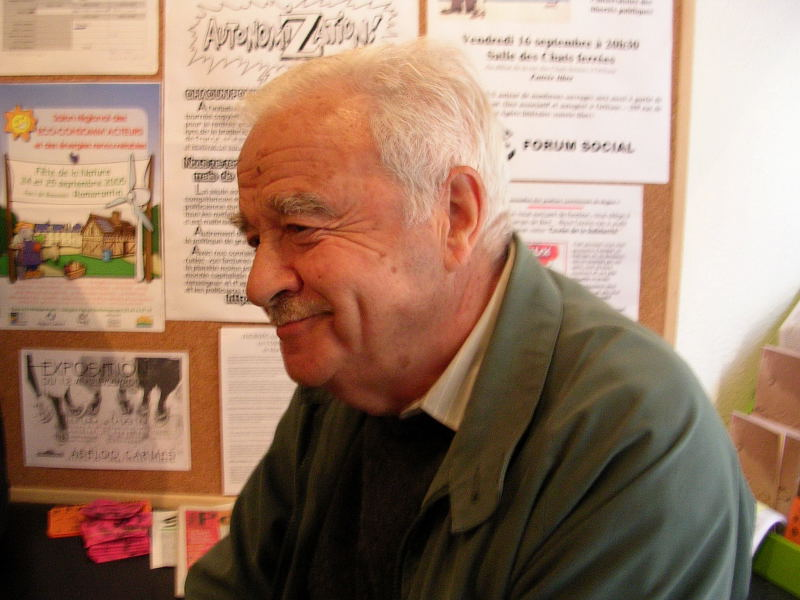
Maurice Rajsfus, un des deux premiers lauréats du prix Melouah.

Le festival de bande dessinée d'Aubenas remet depuis 2008 un Prix Sid Ali Melouah récompensant « une bande dessinée, un scénariste ou un dessinateur ayant œuvré pour les droits de l'homme ou/et contre les oppressions de notre monde ». Le prix a été renommé Prix Melouah-Moliterni en 2010, quelques mois après le décès du critique de bande dessinée et fondateur du festival Claude Moliterni. Ses lauréats ont été :
- 2008 : Jacques Demiguel et Maurice Rajsfus pour Moussa et David ;
- 2009 : Charles Masson pour Droit du sol ;
- 2010 : Olivier Ferra pour Karennis ;
- 2011 : Clément Baloup pour Quitter Saïgon ;
- 2012 : Catel et José-Louis Bocquet pour Olympe de Gouges ;
- 2013 : Jean-Marie Minguez et Henri Fabuel pour Exil ;
- 2014 : Aurel pour Clandestino ;
- 2015 : Charlie hebdo ;
- 2016 : Ferenc et Bast pour Doigts d'honneur ;
- 2017 : Thierry Bouüaert et François De Smet pour Les Droits de l'Homme, une idéologie moderne ;
- 2022 : Arnaud Delalande[14]
- 2024 : Iñaki Holgado, Marko et Jean-Yves Le Naour pour Comète.

### Prix Sid Ali Melouah
Le festival de bande dessinée d'Alger remet également depuis sa création en 2008 un prix du patrimoine Sid Ali Melouah. L'ont notamment reçu en 2012 Abderrahmane Saïd Madoui et en 2013 Lamine Merbah et Hamid Djema.